# Oncopsis infumata
Oncopsis infumata är en insektsart som beskrevs av Hamilton 1983. Oncopsis infumata ingår i släktet Oncopsis och familjen dvärgstritar. Inga underarter finns listade i Catalogue of Life.